# Jamee E. Comans
Jamee E. Comans ist eine US-amerikanische Juristin. Sie ist seit Januar 2023 ein Assistant Chief Immigration Judge, eine von 33 Richtern im US-amerikanischen Justizsystem in dieser Position neben zwei Deputy Chief Immigration Judges und dem Chief Immigration Judge.

## Leben
Jamee E. Comans erhielt 2005 den Bachelor of Science an der Saint Leo University und ist seit 2008 Juris Doctor der Mississippi College School of Law. 2021 und 2022 war sie Einwanderungsrichterin am LaSalle Immigration Court. Zwischen 2018 und 2021 war sie Deputy Chief Counsel, Office of the Principal Legal Advisor (OPLA), U.S. Immigration and Customs Enforcement (ICE), Department of Homeland Security (DHS), in Jena und Oakdale in Louisiana. Von 2012 bis 2018 diente sie als Assistant Chief Counsel, OPLA, ICE, DHS, in Memphis. Von 2009 bis 2012 war sie außerdem Associate Attorney der Anwaltskanzlei Law Offices of Matt Greenbaum LLP in New Orleans. Von 2001 bis 2022 diente sie in der U.S. Navy Reserve. Comans ist Mitglied der Mississippi Bar, einer Vereinigung von Anwälten.

## Urteile und Gerichtsprozesse
Anfang April 2025 gab Comans der US-Regierung wenige Tage Zeit, um Beweise zu liefern, die eine Inhaftierung und mögliche Auslieferung von Mahmoud Khalil, ein palästinensischer Student und Aktivist mit Green Card, rechtfertigten. Das Außenministerium schrieb ein Memo, dass die realen oder erwartbaren Überzeugungen bzw. Aussagen und Verbindungen von Khalil gegen die außenpolitischen Interessen der USA verstoßen. Comans bewertete dies als ausreichend und entschied zugunsten der US-Regierung. Sie fügte als Begründung hinzu, es sei nicht vom Kongress beabsichtigt, dass eine Einwanderungsrichterin den Außenminister überstimmen würde. Die Anwältin von Khalil bewertete den Prozess als unfair und das Ergebnis als Verstoß gegen die Meinungsfreiheit.